# Barbacenia flavida
Barbacenia flavida är en enhjärtbladig växtart som beskrevs av Goethart och Johannes Jan Theodoor Henrard. Barbacenia flavida ingår i släktet Barbacenia och familjen Velloziaceae. Inga underarter finns listade.